# Marginaleyrodes
Marginaleyrodes is een geslacht van halfvleugeligen (Hemiptera) uit de familie witte vliegen (Aleyrodidae), onderfamilie Aleyrodinae.
De wetenschappelijke naam van dit geslacht is voor het eerst geldig gepubliceerd door Takahashi in 1961. De typesoort is Marginaleyrodes ixorae.

## Soorten
Marginaleyrodes omvat de volgende soorten:
- Marginaleyrodes fanalae (Takahashi, 1951)
- Marginaleyrodes fenestrata (Takahashi, 1955)
- Marginaleyrodes ixorae Takahashi, 1961
- Marginaleyrodes madagascariensis (Takahashi, 1951)
- Marginaleyrodes tsinjoarivona (Takahashi, 1955)